# ریچارد اس. فولد
ریچارد اس. فولد (انگلیسی: Richard S. Fuld, Jr.؛ زادهٔ ۲۶ آوریل ۱۹۴۶) یک بانکدار اهل ایالات متحده آمریکا است.
او واپسین رییس هیات مدیره و مدیرعامل بانک لیمن برادرز بود. نام فولد به عنوان یکی از متهمان اصلی بحران مالی ۲۰۰۸–۲۰۰۷ مطرح شده بود.  